# Sint-Bartholomeuskerk (Beyne-Heusay)

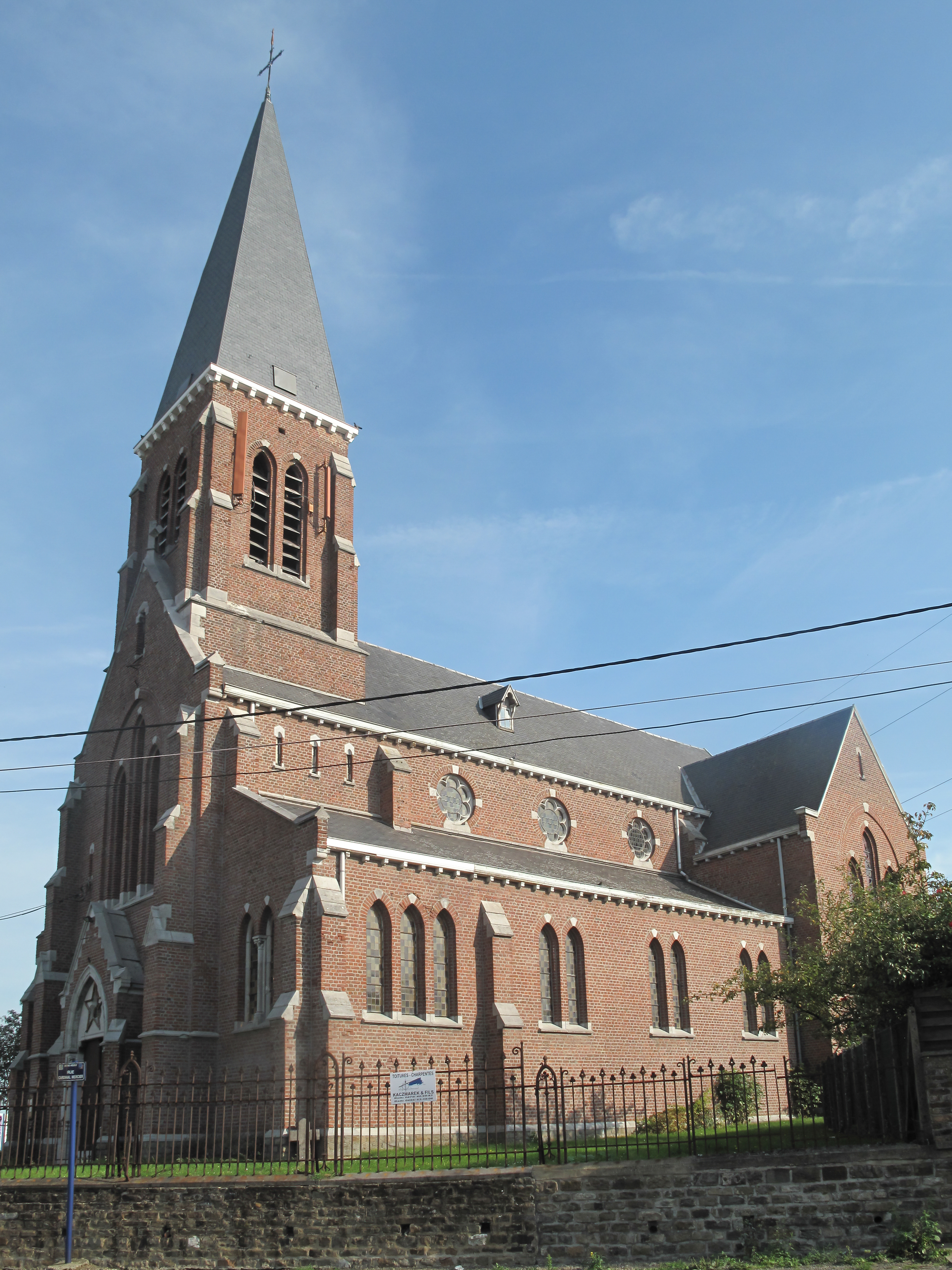
Sint-Bartholomeuskerk

De Sint-Bartholomeuskerk (Église Saint-Barthélemy) is de parochiekerk van het tot de Belgische gemeente Beyne-Heusay behorende dorp Beyne, gelegen aan de Rue de Magnée.

## Geschiedenis
In 1342 bezat Beyne een aan Sint-Bartholomeus gewijde kapel die ondergeschikt was aan de parochie van Fléron en welke in 1803 werd verheven tot parochiekerk. De huidige kerk is van 1902 en deze werd ontworpen door Léonard Monseur. Het is een neogotische driebeukige basilicale kruiskerk met ingebouwde toren, gedekt met tentdak. Als materiaal werd baksteen toegepast met kalkstenen sierelementen.
Het neogotisch meubilair werd vervaardigd door A. Peeters te Luik (1904-1906).